# Drambuie
Drambuie là tên một loại rượu tiêu thực, dùng sau bữa ăn, có thể phục vụ kèm chocolate cho thơm miệng) là loại rượu nền Scotch Whiskey cộng với hương vị thảo mộc và mật ong. Nồng độ cồn của rượu này là 40 độ. Drambuie được chế biến do pha trộn nhiều loại Scotch Whiskies với độ tuổi từ 15-17 năm. Rượu được thêm vị mật ong, vị cay và hương thơm thảo mộc.
Rượu Drambuie được sản xuất tại Broxburn, Scotland, và được uống kèm với đá hay dùng làm Cocktail với các loại nước uống khác.